# Editio ultima
Editio ultima (łac. „wydanie ostatnie”) – ostatnie przygotowane za życia autora wydanie drukiem jego dzieła, zawierające tekst w wersji, którą on uznał za ostateczną i niezmienną.